# Faith (The Cure)
Faith è il terzo album discografico del gruppo rock britannico The Cure, pubblicato nel 1981 dalla Fiction Records in Europa e dalla Polydor Records negli Stati Uniti. Preceduto dal singolo Primary, l'album riscosse un moderato successo commerciale ricevendo critiche ambivalenti da parte della critica. Faith mostra i Cure indulgere sempre più nelle tetre atmosfere dark del precedente Seventeen Seconds.

## Descrizione
L'album è stato pubblicato il 14 aprile 1981; viene spesso messo in relazione con l'album successivo, Pornography, di cui anticipa, in forma attenuata, le atmosfere goth e malinconiche. Il tema portante dell'album è la perdita della fede e il desiderio di ritrovarla. Album fatto di toni scarni fino all'osso e corredato da una produzione ancora più essenziale. Sensazioni contrastanti basate sul contrasto del post-punk di cui è intrisa la proposta dei Cure e l'atmosfera goticheggiante che, mai come in questo lavoro, sarà predominante nella carriera di Robert Smith e soci.
La copertina dell'album raffigura l'immagine molto sfocata dell'abbazia di Bolton a Wharefedale nel North Yorkshire  avvolta nella nebbia.
Il 25 aprile 2005 Faith è stato ristampato in versione doppio CD, inserito nella collana della Universal Music "Deluxe Edition", nella quale troviamo nel primo disco l'album completo anche del pezzo Carnage Visors (presente originariamente solo nella versione musicassetta), il tutto rimasterizzato, e nel secondo disco invece trovano posto vari demo e pezzi dal vivo oltre al singolo Charlotte Sometimes, non facente parte di Faith.

### Registrazione
I Cure fecero ritorno ai Morgan Studios il 27 settembre 1980 per iniziare le sedute di registrazione di un nuovo album. Durante le sessioni, furono preparate versioni preliminari dei brani All Cats Are Grey e Primary, ma nessuna di queste finì poi sull'album. Robert Smith voleva che le tracce avessero un sound "funereo", ma il risultato iniziale gli sembrò solo "noioso". Svariati altri studi furono provati al fine di ottenere le giuste sonorità: Red Bus, Trident, The Roundhouse e Abbey Road.
La maggior parte di Faith venne composta direttamente in studio. Almeno due canzoni sull'album, All Cats Are Grey e The Drowning Man, trassero ispirazione da racconti della Trilogia di Gormenghast di Mervyn Peake. Faith è il primo album dei Cure a contenere il suono della chitarra basso a 6 corde; il brano All Cats Are Grey vede Smith alle tastiere e al pianoforte, senza la presenza di alcuna chitarra.
Il lungo pezzo strumentale Carnage Visors (disponibile in origine solo nella versione in cassetta dell'album e facente parte della colonna sonora del cortometraggio omonimo Carnage Visors, diretto da Ric Gallup, fratello di Simon Gallup), venne inciso in studio durante queste sessioni, ma non venne all'epoca incluso nell'LP fino a quando non venne incluso nell'edizione deluxe di Faith del 2005.

### Accoglienza critica
| Recensione      | Giudizio |
| --------------- | -------- |
| AllMusic        | [ 4 ]    |
| Ondarock        | 8/10     |
| Pitchfork       | 8.8/10   |
| Rolling Stone   | [ 7 ]    |
| Sounds          | [ 8 ]    |
| Stylus Magazine | A-       |
| Piero Scaruffi  | 6/10     |

Faith ricevette recensioni contrastanti alla sua pubblicazione. La rivista Sounds diede all'album un giudizio di quattro stellette e mezzo su cinque. Il recensore John Gill scrisse che i due brani più veloci sul disco, Primary e Doubt, risentivano delle sonorità dei precedenti lavori della band, con un "forte senso della melodia". Tuttavia, egli fece anche notare come il resto dell'album fosse differente, descrivendolo "una Dusseldorf del giorno d'oggi" con "un senso molto alla Neu! della melodia, pregno di toni soft aleggianti intorno al languido e lamentoso basso", evocante il sound dei [Pink] Floyd e dei Doors degli anni sessanta. Infine Gill concluse: «Faith richiede un atto personale di coinvolgimento, la ricompensa sarà un forte senso di appartenenza». Melody Maker trovò il disco "impressionante", lodando la sua "ricchezza e potenza descrittiva". Lo scrittore Adam Sweeting definì Faith "un sofisticato esercizio di produzione e di costruzione di un'atmosfera, tetro e spesso maestoso". Egli concluse poi affermando: «All'inizio magari non vi piacerà, ma poi vi causerà dipendenza».
NME recensì l'album con una foto della band ed una didascalia che recitava: "Depressi? dark? noi?". Ray Lowry criticò aspramente Faith definendolo "assolutamente senza senso" e pieno zeppo di testi malinconici da studente di prima media. Alla fine, Lowry liquidò l'opera come "la faccia moderna del Pinkfloydismo". Anche il Record Mirror stroncò l'album, scrivendo "i Cure restano intrappolati nelle atmosfere tetre e funeree che avrebbero dovuto morire con i Joy Division", definendolo infine "vuoto, superficiale, pretenzioso, senza significato, autoindulgente e privo di cuore e anima".
In una recensione retrospettiva, il sito AllMusic definì Faith "un disco certamente deprimente, ma anche uno dei più belli e sottovalutati album mai pubblicati dai Cure".

## Tracce
- Tutte le canzoni sono state composte da Simon Gallup, Robert Smith e Laurence "Lol" Tolhurst

Lato 1
1. The Holy Hour – 4:25
2. Primary – 3:35
3. Other Voices – 4:28
4. All Cats Are Grey – 5:28

Lato 2
1. The Funeral Party – 4:14
2. Doubt – 3:11
3. The Drowning Man – 4:50
4. Faith – 6:43

- L'edizione in cassetta riporta una nona traccia: Carnage Visors - 27:29

## Formazione
- Robert Smith - voce, chitarra, tastiere
- Simon Gallup - basso
- Laurence Tolhurst - batteria

## Carnage Visors
Contenuto nel lato B della versione in cassetta, Carnage Visors è un lungo brano interamente strumentale, nonché colonna sonora di un cortometraggio in bianco e nero del fratello di Simon Gallup, Ric, la cui proiezione apriva i concerti del "Pictures Tour" del 1981.

## Lista tracce 2005 Deluxe Edition
Disco 1
1. The Holy Hour - 4:25
2. Primary - 3:35
3. Other Voices - 4:28
4. All Cats Are Grey - 5:28
5. The Funeral Party - 4:14
6. Doubt - 3:11
7. The Drowning Man - 4:50
8. Faith - 6:43
9. Carnage Visors - 27:29

Disco 2 (Rarità 1980-1981)
1. Faith (RS home instrumental demo 8/80 - previously unreleased version) (2:56)
2. Doubt (RS home instrumental demo 8/80 - previously unreleased version) (1:09)
3. Drowning (group home instrumental demo 9/80 - previously unreleased song) (1:52)
4. The Holy Hour (group home demo 9/80 - previously unreleased version) (4:48)
5. Primary (Morgan Studio outtake 9/80 - previously unreleased version) (4:22)
6. Going Home Time (Morgan Studio guide vox out-take 9/80 - previously unreleased song) (3:31)
7. The Violin Song (Faith studio guide vox out-take 2/81 - previously unreleased song) (3:38)
8. A Normal Story (Faith studio guide vox out-take 2/81 - previously unreleased song) (3:04)
9. All Cats Are Grey (live somewhere summer/81 - previously unreleased version) (5:37)
10. The Funeral Party (live somewhere summer/81 - previously available on 'curiosity' mc 1984) (4:38)
11. Other Voices (live somewhere summer/81 - previously available on 'curiosity' mc 1984) (4:45)
12. The Drowning Man (live Australasia 8/81 - previously available on 'curiosity' mc 1984) (5:48)
13. Faith (live in the Sydney Capitol Theatre 8/81 - mix by Keith Walker - extra B-side of Charlotte Sometimes 12" released 10/81) (10:23)
14. Forever (live somewhere summer/81 - previously unreleased version) (9:19)
15. Charlotte Sometimes (single 10/81) 4:13

Durata: 70:03